# Campeonato Mundial de Atletismo Júnior de 2012 - 400 m com barreiras masculino
A prova dos 400 metros com barreiras masculino do Campeonato Mundial de Atletismo Júnior de 2012 ocorreu entre os dias 11 e 13 de julho em Barcelona, na Espanha. 

## Recordes
Antes desta competição, os recordes mundiais e do campeonato nesta prova eram os seguintes:
|     | Nome           | Nacionalidade  | Tempo | Local       | Data                |
| --- | -------------- | -------------- | ----- | ----------- | ------------------- |
| WJR | Danny Harris   | Estados Unidos | 48.02 | Los Angeles | 17 de junho de 1984 |
| CR  | Kerron Clement | Estados Unidos | 48.51 | Grosseto    | 16 de julho de 2004 |

## Medalhistas
| Ouro             | Prata                    | Bronze                       |
| Eric Futch (USA) | Takahiro Matsumoto (JPN) | Ibrahim Mohammed Saleh (KSA) |

## Cronograma
Todos os horários são locais (UTC+1).
| Data        | Hora  | Evento        |
| ----------- | ----- | ------------- |
| 11 de julho | 11:30 | Eliminatórias |
| 12 de julho | 12:20 | Semifinal     |
| 13 de julho | 20:00 | Final         |

## Resultados

### Eliminatórias
Qualificação: Os 3 primeiros de cada bateria (Q) e os 3 tempos mais rápidos (q). 
| Posição | Bateria | Raia | Atleta                    | Nacionalidade     | Tempo | Notas                |
| ------- | ------- | ---- | ------------------------- | ----------------- | ----- | -------------------- |
| 1       | 7       | 3    | Gregory Coleman           | Estados Unidos    | 50.95 | Q,                   |
| 2       | 1       | 5    | Mitja Lindic              | Eslovênia         | 51.16 | Q,                   |
| 3       | 4       | 9    | Takahiro Matsumoto        | Japão             | 51.26 | Q,                   |
| 4       | 3       | 5    | Ibrahim Mohammed Saleh    | Arábia Saudita    | 51.36 | Q                    |
| 5       | 4       | 4    | Javarn Gallimore          | Jamaica           | 51.40 | Q                    |
| 6       | 7       | 9    | Shavon Barnes             | Jamaica           | 51.52 | Q                    |
| 7       | 1       | 6    | Oskari Mörö               | Finlândia         | 51.65 | Q                    |
| 8       | 6       | 9    | Shota Madokoro            | Japão             | 51.67 | Q                    |
| 9       | 3       | 9    | Riadh Sayeh               | Tunísia           | 51.68 | Q,                   |
| 10      | 1       | 3    | Felix Franz               | Alemanha          | 51.78 | Q                    |
| 11      | 5       | 6    | Eric Futch                | Estados Unidos    | 51.82 | Q                    |
| 12      | 7       | 8    | Max Scheible              | Alemanha          | 51.82 | Q,                   |
| 13      | 6       | 6    | Gamal Abdelnasir Abubaker | Catar             | 51.93 | Q,                   |
| 14      | 3       | 4    | Durgesh Kumar             | Índia             | 51.99 | Q                    |
| 15      | 2       | 8    | Brandon Benjamin          | Trinidad e Tobago | 52.01 | Q                    |
| 16      | 3       | 6    | Máté Koroknai             | Hungria           | 52.16 | q,                   |
| 17      | 6       | 3    | José Fernando Martínez    | México            | 52.21 | Q                    |
| 18      | 2       | 9    | Timofey Chalyy            | Rússia            | 52.27 | Q                    |
| 19      | 5       | 8    | Kion Joseph               | Barbados          | 52.29 | Q                    |
| 20      | 5       | 7    | Francis Wanguo Mutunga    | Quênia            | 52.31 | Q                    |
| 21      | 6       | 4    | Marius Bakken Støle       | Noruega           | 52.37 | q                    |
| 22      | 5       | 9    | Ben Kiely                 | Irlanda           | 52.39 | q,                   |
| 23      | 1       | 8    | Wesley Diego Martins      | Brasil            | 52.41 |                      |
| 24      | 2       | 2    | Thomas Kain               | Áustria           | 52.42 | Q                    |
| 25      | 4       | 8    | William Mbevi Mutunga     | Quênia            | 52.44 | Q                    |
| 26      | 1       | 7    | Tramaine Maloney          | Barbados          | 52.56 |                      |
| 27      | 3       | 7    | Oleg Mironov              | Rússia            | 52.56 |                      |
| 28      | 5       | 5    | Ioánnis Loulás            | Grécia            | 52.61 |                      |
| 29      | 2       | 3    | Joni Vainio-Kaila         | Finlândia         | 52.71 | Recorde pessoal      |
| 30      | 7       | 2    | Andri Aguirre             | Venezuela         | 52.71 |                      |
| 31      | 1       | 9    | Paolo Spezzati            | Itália            | 52.73 | Recorde pessoal      |
| 32      | 4       | 6    | Ramfis Vega               | Porto Rico        | 52.77 |                      |
| 33      | 7       | 5    | Gatkuath Chol             | Austrália         | 52.78 |                      |
| 34      | 4       | 2    | Erick Armando Valverde    | México            | 52.85 |                      |
| 35      | 7       | 6    | Mustafa Ammar Shaheen     | Iraque            | 52.94 |                      |
| 36      | 2       | 4    | Taariq Solomons           | África do Sul     | 52.95 |                      |
| 37      | 7       | 7    | Enrico Tirel              | Itália            | 53.00 | Recorde pessoal      |
| 38      | 4       | 5    | Marcin Mlynarczyk         | Polónia           | 53.06 |                      |
| 39      | 3       | 8    | Dmytro Bezpamyatnyy       | Ucrânia           | 53.11 |                      |
| 40      | 3       | 3    | Phil Simms                | Nova Zelândia     | 53.26 |                      |
| 41      | 1       | 4    | Sangmin Ju                | Coreia do Sul     | 53.29 |                      |
| 42      | 2       | 6    | Markus Loftås             | Noruega           | 53.29 | Recorde da temporada |
| 43      | 6       | 5    | Alfredo Sepúlveda         | Chile             | 53.43 |                      |
| 44      | 2       | 5    | Gerald Drummond           | Costa Rica        | 53.46 |                      |
| 45      | 2       | 7    | Sergio Fernández          | Espanha           | 53.50 |                      |
| 46      | 5       | 3    | Enrique González          | Espanha           | 53.74 |                      |
| 47      | 4       | 3    | Ali Khamis Khamis         | Bahrein           | 53.90 |                      |
| 48      | 7       | 4    | Yahya Ibrahim Barnawi     | Arábia Saudita    | 54.03 | Recorde da temporada |
| 49      | 6       | 8    | Tamás Kovári              | Hungria           | 54.13 |                      |
| 50      | 4       | 7    | Christopher Green         | Canadá            | 54.51 |                      |
| 51      | 5       | 4    | Alejandro Díaz            | Venezuela         | 55.65 |                      |
| 52      | 6       | 7    | Bernardus Pretorius       | África do Sul     | 57.21 |                      |

### Semifinal
Qualificação: Os 2 primeiros de cada bateria (Q) e os 2 tempos mais rápidos (q). 
| Posição | Bateria | Raia | Atleta                    | Nacionalidade     | Tempo | Notas           |
| ------- | ------- | ---- | ------------------------- | ----------------- | ----- | --------------- |
| 1       | 2       | 6    | Javarn Gallimore          | Jamaica           | 50.45 | Q, WJL          |
| 2       | 1       | 9    | Felix Franz               | Alemanha          | 50.66 | Q               |
| 3       | 1       | 4    | Takahiro Matsumoto        | Japão             | 50.76 | Q,              |
| 4       | 3       | 6    | Eric Futch                | Estados Unidos    | 50.77 | Q               |
| 5       | 2       | 9    | Timofey Chalyy            | Rússia            | 50.80 | Q,              |
| 6       | 3       | 5    | Mitja Lindic              | Eslovênia         | 50.81 | Q,              |
| 7       | 1       | 7    | Oskari Mörö               | Finlândia         | 50.89 | q,              |
| 8       | 1       | 6    | Ibrahim Mohammed Saleh    | Arábia Saudita    | 51.11 | Q,              |
| 9       | 2       | 5    | Gregory Coleman           | Estados Unidos    | 51.12 |                 |
| 10      | 3       | 7    | Shota Madokoro            | Japão             | 51.15 |                 |
| 11      | 1       | 5    | Shavon Barnes             | Jamaica           | 51.18 |                 |
| 12      | 3       | 4    | Riadh Sayeh               | Tunísia           | 51.36 | NJR             |
| 13      | 3       | 9    | Max Scheible              | Alemanha          | 51.43 | Recorde pessoal |
| 14      | 3       | 8    | Kion Joseph               | Bahamas           | 51.51 | Recorde pessoal |
| 14      | 3       | 2    | Thomas Kain               | Áustria           | 51.51 | Recorde pessoal |
| 16      | 1       | 8    | Durgesh Kumar             | Índia             | 51.52 |                 |
| 17      | 2       | 3    | Francis Wanguo Mutunga    | Quênia            | 51.65 |                 |
| 18      | 1       | 2    | William Mbevi Mutunga     | Quênia            | 51.70 |                 |
| 19      | 2       | 7    | Brandon Benjamin          | Trinidad e Tobago | 51.93 |                 |
| 20      | 3       | 3    | Marius Bakken Støle       | Noruega           | 52.33 |                 |
| 21      | 1       | 3    | Máté Koroknai             | Hungria           | 52.51 |                 |
| 22      | 2       | 8    | José Fernando Martínez    | México            | 52.67 |                 |
| 23      | 2       | 2    | Ben Kiely                 | Irlanda           | 53.06 |                 |
| –       | 2       | 4    | Gamal Abdelnasir Abubaker | Catar             | DNF   |                 |

### Final
A prova final foi realizada no dia 13 de julho ás 20:00. 
| Posição           | Faixa | Atleta                 | Nacionalidade  | Tempo | Notas           |
| ----------------- | ----- | ---------------------- | -------------- | ----- | --------------- |
| Medalha de ouro   | 6     | Eric Futch             | Estados Unidos | 50.24 | WJL             |
| Medalha de prata  | 5     | Takahiro Matsumoto     | Japão          | 50.41 | Recorde pessoal |
| Medalha de bronze | 4     | Ibrahim Mohammed Saleh | Arábia Saudita | 50.47 | Recorde pessoal |
| 4                 | 7     | Javarn Gallimore       | Jamaica        | 50.49 |                 |
| 5                 | 3     | Felix Franz            | Alemanha       | 50.80 |                 |
| 6                 | 9     | Oskari Mörö            | Finlândia      | 50.80 | Recorde pessoal |
| 7                 | 8     | Timofey Chalyy         | Rússia         | 51.17 |                 |
| 8                 | 2     | Mitja Lindic           | Eslovênia      | 51.26 |                 |

Legenda
| Recorde mundial       | Recorde mundial (World record)               |                       | Recorde africano                      | Recorde africano (African) |                                           | Q | Classificado por posição (Qualified) |
| Recorde do campeonato | Recorde do campeonato (Championship record)  | Recorde da América    | Recorde da América (Americas)         | q                          | Classificado por melhor tempo (Qualified) |   |                                      |
| Melhor marca do ano   | Melhor marca do ano (World leading)          | Recorde asiático      | Recorde asiático (Asian)              | DNS                        | Não largou (Did not start)                |   |                                      |
| Recorde nacional      | Recorde nacional (National record)           | Recorde europeu       | Recorde europeu (European)            | DNF                        | Não terminou (Did not finish)             |   |                                      |
| Recorde pessoal       | Recorde pessoal do atleta (Personal best)    | Recorde da Oceania    | Recorde da Oceania (Oceania)          | DSQ / DQ                   | Desclassificado (Disqualified)            |   |                                      |
| Recorde da temporada  | Recorde da temporada do atleta (Season best) | Recorde sul-americano | Recorde sul-americano (South America) | NM                         | Sem marca (No mark)                       |   |                                      |